# 후지하루 히로키
후지하루 히로키(일본어: 藤春 廣輝, 1988년 11월 28일 ~ )는 일본의 축구 선수이다.

## 구단 경력
그는 2011년부터 J리그의 감바 오사카에서 뛰었다.

## 국가대표팀 경력
그는 2015년 3월 27일 튀니지과의 경기에서 일본 국가대표팀에 데뷔했다. 2015년 EAFF 동아시안컵에도 출전했다. 그는 국제 A매치 통산 3경기에 출전했다.
2016년 하계 올림픽에 참가할 일본 U-23 국가대표팀에 발탁되었으며, 2경기에 출전했다.

## 통계
| 일본 | 일본 | 일본 |
| 연도 | 출전 | 득점 |
| ---- | ---- | ---- |
| 2015 | 3    | 0    |
| 통산 | 3    | 0    |